# Eugen Raportoru
Eugen Raportoru (n. 1961, București, România) este un pictor, creator de instalții și animator cultural român de origine romă. Eugen Raportoru este singurul artist român de etnie romă care a avut o expoziție la Vatican sub egida UNESCO, la Academia Regală de Arte din Londra și la Muzeul Etnic din Oslo și Stockholm prin intermediul Partidului Romilor. În anul 2022, a fost primul rom care a expus la Bienala din Veneția sub egida Institutului pentru Arte și Cultură a Romilor (ERTAC).
Debutul artistic a avut loc în anul 1975 la vârsta de 14 ani la Cinema Grivița din București. A avut expoziții la Sala Brâncuși a Palatului Parlamentului României, dar și multe altele sub egida Uniunii Artiștilor Plastici, la Galeria Simeza, Muzeul Național al Țăranului Român. După ce a absolvit Universitatea de Arte Plastice din București a participat la evenimente expoziționale la câteva muzee de artă din România. Muzeul Român de Artă Contemporană a lui Pavel Șușară a achiziționat în 2010 o lucrare de instalații intitulată Răpirea din Serai.
Este membru al Uniunii Artiștilor Plastici din anul 2010 și a câștigat premiul de cel mai bun pictor la Galei Naționale UAP din anul 2021. A expus frecvent în orașe din România și are lucrări în colecții private din întreaga lume. În anul 2022 a fost primul artist de etnie romă care a avut o expoziție personală comandată de ERTAC, la Pavilionul Romilor din cadrul Bienalei de la Veneția.

## Premii
- În semn de apreciere pentru contribuția sa importantă, în calitate de pictor și de animator cultural, de autor de instalații și performance, de reprezentare valoroasă pe plan internațional a culturii minorității rome din țara noastră, Președintele României a conferit Ordinul „Meritul Cultural” în grad de Cavaler, Categoria C – „Artele plastice”, domnului Raportoru Eugen, pictor.[2]